# Hare Green
Hare Green är en by i Essex i England. Byn ligger 42,2 km från Chelmsford. Orten har 699 invånare (2015).